# Lianna - Un amore diverso
Lianna - Un amore diverso (Lianna) è un film del 1983 diretto e scritto da John Sayles.